# Chrysobothris affinis
Chrysobothris affinis é uma espécie de insetos coleópteros polífagos pertencente à família Buprestidae.
A autoridade científica da espécie é Fabricius, tendo sido descrita no ano de 1794.
Trata-se de uma espécie presente no território português.